# Fußball-Club Augsburg 1907 1980-1981
Questa voce raccoglie le informazioni riguardanti il Fußball-Club Augsburg nelle competizioni ufficiali della stagione 1980-1981.

## Stagione
Nella stagione 1980-1981 l'Augusta, allenato da Heinz Elzner e Heiner Schuhmann, concluse il campionato di 2. Bundesliga al 18º posto. In Coppa di Germania l'Augusta fu eliminato al terzo turno dal Werder Brema.

## Rosa
| N. |                     | Ruolo | Calciatore        |
| -- | ------------------- | ----- | ----------------- |
|    | Germania (bandiera) | P     | Hermann Lutz      |
|    | Germania (bandiera) | P     | Albert Zettler    |
|    | Germania (bandiera) | D     | Hans Borchert     |
|    | Germania (bandiera) | D     | Claus Brandmair   |
|    | Germania (bandiera) | D     | Jürgen Haller     |
|    | Germania (bandiera) | D     | Gerhard Kitzler   |
|    | Germania (bandiera) | D     | Werner Schreiner  |
|    | Germania (bandiera) | C     | Gerhard Förschner |
|    | Germania (bandiera) | C     | Joachim Goldstein |
|    | Germania (bandiera) | C     | Peter Hensold     |
|    | Germania (bandiera) | C     | Hubert Ost        |

| N. |                     | Ruolo | Calciatore          |
| -- | ------------------- | ----- | ------------------- |
|    | Germania (bandiera) | C     | Klaus Perrey        |
|    | Germania (bandiera) | C     | Rainer Strobel      |
|    | Germania (bandiera) | C     | Martin Trieb        |
|    | Germania (bandiera) | C     | Erwin Wurm          |
|    | Germania (bandiera) | A     | Harald Greifenegger |
|    | Germania (bandiera) | A     | Hans Jörg           |
|    | Grecia (bandiera)   | A     | Nicolaus Katsaros   |
|    | Germania (bandiera) | A     | Arnulf Klein        |
|    | Germania (bandiera) | A     | Rudolf Sandner      |
|    | Germania (bandiera) | A     | Hans-Jürgen Schabel |

## Organigramma societario
Area tecnica
- Allenatore: Heiner Schuhmann
- Allenatore in seconda:
- Preparatore dei portieri:
- Preparatori atletici:

## Calciomercato

### Sessione estiva
| Acquisti | Acquisti            | Acquisti          | Acquisti |
| R.       | Nome                | da                | Modalità |
| -------- | ------------------- | ----------------- | -------- |
| D        | Hans Borchert       | MTV Ingolstadt    |          |
| A        | Harald Greifenegger | Kickers Stoccarda |          |
| D        | Werner Schreiner    | Saarbrücken       |          |

| Cessioni | Cessioni            | Cessioni               | Cessioni |
| R.       | Nome                | a                      | Modalità |
| -------- | ------------------- | ---------------------- | -------- |
| C        | Reinhard Kindermann | Eintracht Braunschweig |          |
| A        | Wolfgang Ruhdorfer  | Wacker Monaco          |          |

### Sessione invernale
| Acquisti | Acquisti | Acquisti | Acquisti |
| R.       | Nome     | da       | Modalità |
| -------- | -------- | -------- | -------- |

| Cessioni | Cessioni | Cessioni | Cessioni |
| R.       | Nome     | a        | Modalità |
| -------- | -------- | -------- | -------- |

## Risultati

### 2. Bundesliga

#### Girone di andata
| Arbitro: | Kuhn |

|                          |           |                     |
| Wagner 61’ Bruckhoff 66’ | Marcatori | 10’ Wurm 87’ Perrey |

| Arbitro: | Walz |

|  |           |            |
|  | Marcatori | 44’ Meisel |

| Arbitro: | Aldinger |

|                                                      |           |                                |
| Döring 19’ Zaczyk 35’ Ludwig 37’ Hampl 43’ Kempa 63’ | Marcatori | 75’ Trieb 82’ (rig.) Förschner |

| Arbitro: | Treib |

|                                      |           |                      |
| Katsaros 7’, 71’ Perrey 19’ Jörg 77’ | Marcatori | 22’ Bauer 66’ Kiefer |

| Arbitro: | Jupe |

|              |           |               |
| Katsaros 15’ | Marcatori | 37’ Teichmann |

| Arbitro: | Aulenbacher |

|                                    |           |          |
| Hermandung 6’ Leiendecker 66’, 68’ | Marcatori | 71’ Jörg |

| Arbitro: | Neuner |

|                                            |           |                        |
| Förschner 49’ (rig.) Sandner 55’ Trieb 85’ | Marcatori | 41’ Todzi 70’ Dufresne |

| Arbitro: | Dahler |

|                         |           |  |
| Müllner 48’, 55’ (rig.) | Marcatori |  |

| Arbitro: | Dücker |

|                       |           |                       |
| Katsaros 43’ Jörg 67’ | Marcatori | 42’ Susser 86’ Nickel |

| Arbitro: | Joos |

|                                    |           |           |
| Schwemmle 10’, 47’ Gerber 20’, 30’ | Marcatori | 45’ Trieb |

| Arbitro: | Schraivogel |

|                                       |           |                                |
| Jörg 18’, 29’, 31’ (rig.), 41’ (rig.) | Marcatori | 28’ Franusch 33’ Bein 67’ Walz |

| Arbitro: | Correll |

|                                                      |           |          |
| Marek 22’ Schulz 23’ Linz 45’, 75’, 81’ Harforth 84’ | Marcatori | 77’ Wurm |

| Arbitro: | Tritschler |

|                                 |           |           |
| Klein 25’ Jörg 37’ Katsaros 59’ | Marcatori | 84’ Meier |

| Arbitro: | Neuner |

|                          |           |                                     |
| Sommerer 39’ Schreml 77’ | Marcatori | 22’ Trieb 29’ Klein 54’ (rig.) Jörg |

| Arbitro: | Matheis |

|                                          |           |  |
| Jörg 30’ (rig.), 78’ (rig.) Katsaros 55’ | Marcatori |  |

| Arbitro: | Ulm |

|                          |           |  |
| Traser 21’, 89’ Denz 37’ | Marcatori |  |

| Arbitro: | Vielsack |

|                                |           |                                                   |
| Trieb 36’ Jörg 55’ (rig.), 72’ | Marcatori | 27’ Beck 54’, 73’, 86’ Demange 73’ (rig.) Histing |

| Arbitro: | Theobald |

|                                    |           |             |
| Schmieh 57’ Kammer 66’ Mattern 79’ | Marcatori | 90’ Hensold |

| Arbitro: | Sahner |

|                           |           |                            |
| Klein 15’ Jörg 38’ (rig.) | Marcatori | 49’ Schneider 81’ Etterich |

#### Girone di ritorno
| Arbitro: | Kinzinger |

|  |           |               |
|  | Marcatori | 51’ Cestonaro |

| Arbitro: | Dahler |

|            |           |  |
| Zitzer 36’ | Marcatori |  |

| Arbitro: | Luca |

|            |           |                              |
| Perrey 24’ | Marcatori | 70’, 80’ Wielandt 87’ Ludwig |

| Arbitro: | Dellwing |

|                     |           |                    |
| Böhni 14’ Bauer 41’ | Marcatori | 22’ Klein 73’ Wurm |

| Arbitro: | Werner |

|           |           |               |
| Jakob 24’ | Marcatori | 53’ Förschner |

| Arbitro: | Wohlfarth |

|                            |           |                            |
| Förschner 32’ Katsaros 77’ | Marcatori | 78’ Hermandung 90’ Aumeier |

| Arbitro: | Aldinger |

|                                   |           |           |
| Dufresne 12’, 42’ Recktenwald 41’ | Marcatori | 74’ Trieb |

| Arbitro: | Schumann |

|                 |           |                     |
| Jörg 64’ (rig.) | Marcatori | 7’ Kappes 78’ Allig |

| Arbitro: | Aulenbacher |

|                                   |           |  |
| Täuber 5’ Stichler 23’ Nickel 82’ | Marcatori |  |

| Arbitro: | Schmoock |

|           |           |            |
| Haller 6’ | Marcatori | 86’ Gerber |

| Arbitro: | Neuner |

|                                 |           |                      |
| Krause 50’, 71’ Trumpf 57’, 84’ | Marcatori | 89’ (rig.) Brandmair |

| Arbitro: | Föckler |

|           |           |          |
| Trieb 53’ | Marcatori | 80’ Linz |

| Arbitro: | Andres |

|                                  |           |          |
| Szupak 15’ Reich 77’ Schwehr 81’ | Marcatori | 58’ Jörg |

| Arbitro: | Boos |

|          |           |                      |
| Jörg 78’ | Marcatori | 74’ Dörr 76’ Scheler |

| Arbitro: | Brehm |

|  |           |                 |
|  | Marcatori | 85’ (rig.) Jörg |

| Augusta 30 aprile 1981 35ª giornata | Augusta   | 0 – 0 referto | Saarbrücken | Rosenaustadion (700 spett.)\| Arbitro: \| Binninger \| |
| Arbitro:                            | Binninger |               |             |                                                        |

| Arbitro: | Eli |

|                                       |           |                       |
| Beck 11’ Grétarsson 21’ Lenz 24’, 64’ | Marcatori | 58’ Schabel 84’ Trieb |

| Arbitro: | Hellwig |

|  |           |             |
|  | Marcatori | 43’ Mattern |

| Arbitro: | Hontheim |

|                                                            |           |                            |
| Hofmann 19’ Weigert 28’ Bremer 58’ Álvarez 84’ Sarroca 90’ | Marcatori | 8’, 65’ Trieb 11’ Katsaros |

### Coppa di Germania
| Arbitro: | Walheim |

|                       |           |  |
| Katsaros 62’ Wurm 81’ | Marcatori |  |

| Arbitro: | Correll |

|                        |           |  |
| Katsaros 15’ Trieb 87’ | Marcatori |  |

| Arbitro: | Joos |

|          |           |                                |
| Jörg 10’ | Marcatori | 46’ Reinders 50’, 59’ Kostedde |

## Statistiche

### Statistiche di squadra
| Competizione      | Punti | In casa | In casa | In casa | In casa | In casa | In casa | In trasferta | In trasferta | In trasferta | In trasferta | In trasferta | In trasferta | Totale | Totale | Totale | Totale | Totale | Totale | DR  |
| Competizione      | Punti | G       | V       | N       | P       | Gf      | Gs      | G            | V            | N            | P            | Gf           | Gs           | G      | V      | N      | P      | Gf     | Gs     | DR  |
| ----------------- | ----- | ------- | ------- | ------- | ------- | ------- | ------- | ------------ | ------------ | ------------ | ------------ | ------------ | ------------ | ------ | ------ | ------ | ------ | ------ | ------ | --- |
| 2. Bundesliga     | 24    | 19      | 5       | 7       | 7       | 32      | 32      | 19           | 2            | 3            | 14           | 23           | 56           | 38     | 7      | 10     | 21     | 55     | 88     | -33 |
| Coppa di Germania | -     | 3       | 2       | 0       | 1       | 5       | 3       | 0            | 0            | 0            | 0            | 0            | 0            | 3      | 2      | 0      | 1      | 5      | 3      | +2  |
| Totale            | 24    | 22      | 7       | 7       | 8       | 37      | 35      | 19           | 2            | 3            | 14           | 23           | 56           | 41     | 9      | 10     | 22     | 60     | 91     | -31 |

### Andamento in campionato
| Giornata  | 1 | 2  | 3  | 4  | 5  | 6  | 7  | 8  | 9  | 10 | 11 | 12 | 13 | 14 | 15 | 16 | 17 | 18 | 19 | 20 | 21 | 22 | 23 | 24 | 25 | 26 | 27 | 28 | 29 | 30 | 31 | 32 | 33 | 34 | 35 | 36 | 37 | 38 |
| --------- | - | -- | -- | -- | -- | -- | -- | -- | -- | -- | -- | -- | -- | -- | -- | -- | -- | -- | -- | -- | -- | -- | -- | -- | -- | -- | -- | -- | -- | -- | -- | -- | -- | -- | -- | -- | -- | -- |
| Luogo     | T | C  | T  | C  | C  | T  | C  | T  | C  | T  | C  | T  | C  | T  | C  | T  | C  | T  | C  | C  | T  | C  | T  | T  | C  | T  | C  | T  | C  | T  | C  | T  | C  | T  | C  | T  | C  | T  |
| Risultato | N | P  | P  | V  | N  | P  | V  | P  | N  | P  | V  | P  | V  | V  | V  | P  | P  | P  | N  | P  | P  | P  | N  | N  | N  | P  | P  | P  | N  | P  | N  | P  | P  | V  | N  | P  | P  | P  |
| Posizione | 6 | 16 | 18 | 12 | 13 | 14 | 14 | 15 | 15 | 18 | 15 | 17 | 14 | 12 | 10 | 13 | 14 | 14 | 15 | 15 | 16 | 17 | 17 | 16 | 17 | 17 | 18 | 18 | 18 | 19 | 19 | 19 | 19 | 17 | 17 | 18 | 18 | 18 |

Legenda:

Luogo: C = Casa; T = Trasferta. Risultato: V = Vittoria; N = Pareggio; P = Sconfitta.

### Statistiche dei giocatori
| Giocatore       | 2. Bundesliga | 2. Bundesliga | 2. Bundesliga | 2. Bundesliga | Coppa di Germania | Coppa di Germania | Coppa di Germania | Coppa di Germania | Totale   | Totale | Totale      | Totale     |
| Giocatore       | Presenze      | Reti          | Ammonizioni   | Espulsioni    | Presenze          | Reti              | Ammonizioni       | Espulsioni        | Presenze | Reti   | Ammonizioni | Espulsioni |
| --------------- | ------------- | ------------- | ------------- | ------------- | ----------------- | ----------------- | ----------------- | ----------------- | -------- | ------ | ----------- | ---------- |
| H. Borchert     | 31            | 0             | 6             | 0             | 3                 | 0                 | 1                 | 0                 | 34       | 0      | 7           | 0          |
| C. Brandmair    | 27            | 1             | 3             | 0             | 2                 | 0                 | 0                 | 0                 | 29       | 1      | 3           | 0          |
| G. Förschner    | 36            | 4             | 6             | 0             | 2                 | 0                 | 0                 | 0                 | 38       | 4      | 6           | 0          |
| J. Goldstein    | 4             | 0             | 0             | 0             | 0                 | 0                 | 0                 | 0                 | 4        | 0      | 0           | 0          |
| H. Greifenegger | 13            | 0             | 0             | 0             | 1                 | 0                 | 0                 | 0                 | 14       | 0      | 0           | 0          |
| J. Haller       | 26            | 1             | 3             | 2             | 3                 | 0                 | 0                 | 0                 | 29       | 1      | 3           | 2          |
| P. Hensold      | 10            | 1             | 0             | 0             | 0                 | 0                 | 0                 | 0                 | 10       | 1      | 0           | 0          |
| H. Jörg         | 35            | 18            | 5             | 0             | 3                 | 1                 | 0                 | 0                 | 38       | 19     | 5           | 0          |
| N. Katsaros     | 36            | 8             | 1             | 0             | 3                 | 2                 | 0                 | 0                 | 39       | 10     | 1           | 0          |
| G. Kitzler      | 23            | 0             | 6             | 0             | 2                 | 0                 | 0                 | 0                 | 25       | 0      | 6           | 0          |
| A. Klein        | 18            | 4             | 0             | 0             | 2                 | 0                 | 0                 | 0                 | 20       | 4      | 0           | 0          |
| H. Lutz         | 16            | 0             | 0             | 0             | 1                 | 0                 | 0                 | 0                 | 17       | 0      | 0           | 0          |
| H. Ost          | 2             | 0             | 0             | 0             | 0                 | 0                 | 0                 | 0                 | 2        | 0      | 0           | 0          |
| K. Perrey       | 37            | 3             | 1             | 0             | 3                 | 0                 | 0                 | 0                 | 40       | 3      | 1           | 0          |
| R. Sandner      | 31            | 1             | 6             | 2             | 3                 | 0                 | 1                 | 0                 | 34       | 1      | 7           | 2          |
| H. Schabel      | 1             | 1             | 0             | 0             | 0                 | 0                 | 0                 | 0                 | 1        | 1      | 0           | 0          |
| W. Schreiner    | 20            | 0             | 2             | 0             | 2                 | 0                 | 0                 | 0                 | 22       | 0      | 2           | 0          |
| R. Strobel      | 8             | 0             | 0             | 0             | 0                 | 0                 | 0                 | 0                 | 8        | 0      | 0           | 0          |
| M. Trieb        | 38            | 10            | 0             | 0             | 3                 | 1                 | 0                 | 0                 | 41       | 11     | 0           | 0          |
| E. Wurm         | 33            | 3             | 1             | 0             | 3                 | 1                 | 0                 | 0                 | 36       | 4      | 1           | 0          |
| A. Zettler      | 22            | 0             | 0             | 0             | 2                 | 0                 | 0                 | 0                 | 24       | 0      | 0           | 0          |